# Tatort: Das Totenspiel
Das Totenspiel ist ein Fernsehfilm aus der Krimireihe Tatort der vom Hessischen Rundfunk (HR) produziert und am 1. Juni 1997 im Programm Das Erste zum ersten Mal gesendet wurde. Es handelt sich um die 362. Tatort-Folge und den 17. Fall des Kriminalhauptkommissars Edgar Brinkmann, verkörpert durch Karl-Heinz von Hassel. Brinkmann und sein Team haben es diesmal mit dem Mord an einem Frankfurter Bankmanager zu tun.

## Handlung
Zwei Männer stoßen in der Nähe von Karlsbad eine Limousine mit Frankfurter Kennzeichen einen Abhang hinunter und lassen ihn explodieren, um einen Unfall vorzutäuschen. In dem Wagen finden die tschechischen Beamten die Leiche des Bankvorstands Dr. Norbert Zeuthen, Kommissar Beda Foltyn informiert seinen Frankfurter Kollegen Brinkmann darüber, dass der Tote vor dem vermeintlichen Unfall erschossen wurde. Brinkmann wird hellhörig, da dessen Bank wegen Geldwäscheverdachts ins Visier von Ermittlungen gekommen ist und lässt in diese Richtung ermitteln. Zeuthens Witwe Carola glaubt nicht an einen Unfall und äußert ihrer Freundin Iris, der Frau von Zeuthens Vorstandskollegen Arndt Lorenz, gegenüber, dass ihr Mann wohl kaum alleine unterwegs gewesen sein könne, da er in Karlsbad eine Geliebte besucht habe, hingegen passe der Tod ihres Mannes der Bank, da sie so die Schuld allein auf den Toten schieben könne. Arndt Lorenz erhält unterdessen einen Anruf von einem Herrn Unger aus Karlsbad, der ihm erklärt, dass er nicht die vereinbarte Summe von der Bank überwiesen bekommen hätte, Lorenz erkundigt sich bei seinem Vorstandsvorsitzenden Dr. Frenkler, der ihm erklärt, dass die Dienste von Unger seiner Bank letztlich doch weniger Geld wert gewesen sei als vereinbart, schließlich sei alles die Schuld von Zeuthen und Lorenz gewesen. Brinkmann und Wegener, die sich über den Geldwäscheskandal informiert haben, suchen Lorenz kurz darauf auf, dieser berichtet, dass Dr. Zeuthen Schwarzgelder von privaten Kunden über Konten der Bank gewaschen hat, er selbst habe nichts gewusst und alles im Vertrauen gegengezeichnet. Dass Dr. Zeuthen ermordet worden ist, will er nicht gewusst haben. Die Beamten suchen Carola Zeuthen auf, sie gibt sich kühl und hat für die Tatzeit kein Alibi vorzuweisen, sie gibt zu bedenken, dass der Tod ihres Mannes für sie finanziell nur Nachteile hätte.
Foltyn kann unterdessen in Karlsbad ermitteln, dass Zeuthen ein Verhältnis mit der ehemaligen Hotelangestellten Anna Ladicek hatte, diese ist nunmehr mit einem Schweizer Bankmanager liiert. Unger meldet sich unterdessen telefonisch bei Lorenz und lässt ihn wissen, dass er jetzt in Frankfurt sei und sein Geld wolle, schließlich habe er alles vereinbarungsgemäß erledigt. Nach einer Auseinandersetzung über die eheliche Untreue von Lorenz verlässt seine Frau das Haus, kurz darauf wird Lorenz von Unger aufgesucht, der weiterhin sein Geld fordert, Lorenz macht Unger wegen der Schüsse Vorwürfe, es habe doch wie ein Unfall aussehen sollen. Als Lorenz zu seiner Waffe greift, kommt es zum Handgemenge zwischen den Männern, ein Schuss löst sich und tötet Lorenz, Unger ergreift daraufhin die Flucht. Iris, die sich noch auf dem Grundstück befindet, hört den Schuss und findet ihren Mann, Unger sieht sie davon laufen und ist sich sicher, Zeuthen erkannt zu haben, Brinkmann lässt die verwirrt wirkende Frau in eine Klinik einliefern. Brinkmann und Wegener suchen Carola Zeuthen auf und konfrontieren sie mit der Aussage, dass ihr Mann lebend gesehen wurde, diese kann sich Iris‘ Aussage nicht erklären, sie erzählt den Beamten, dass Iris Zeuthen nahegestanden und ihrem eigenen Mann den Tod Zeuthens vorgeworfen hatte. Iris versucht, die Klinik zu verlassen und wird vorläufig festgenommen, sie sagt aus, dass sie vor der Tat die Waffe aus der Schreibtischschublade nahm, weil sie Angst hatte. Sie wiederholt, Zeuthen gesehen zu haben, Brinkmann entlässt sie nach Hause. Foltyn sucht währenddessen Anna Ladicek auf, die mittlerweile mit Unger zusammenlebt, dieser ist gerade zurückgekehrt und erklärt den Beamten, er sei in der Schweiz gewesen. Anna gibt sich überrascht über die Ermordung Zeuthens, Unger erklärt, Zeuthen nicht gekannt zu haben, für die Tatzeit haben beide ein Alibi. Iris sucht Carola auf und fragt sie, ob Zeuthen noch am Leben sei, Carola hält sie für verrückt und fordert sie auf, zu ihrer Tat zu stehen, auch ihre Anwältin Dr. Krüger glaubt ihr nicht und ist von Iris’ Täterschaft überzeugt.
Während Iris die Beamten, die sie beschatten, abschütteln und nach Karlsbad fahren kann, wo sie nach Zeuthen suchen will, erfährt Brinkmann, dass noch andere Fingerabdrücke auf der Tatwaffe im Fall Lorenz waren, sie überprüfen die Fingerabdrücke und stellen fest, dass diese tatsächlich mit denen Zeuthens identisch sind. Von Krüger erfahren die Beamten, dass Iris nach Karlsbad wollte, diese checkt dort im Grand-Hotel ein, in dem auch Zeuthen gewohnt hatte und erkundigt sich nach Zeuthen und seiner Geliebten Anna. Der Hotelportier meldet Foltyn das Eintreffen der Frau aus Deutschland und ihre Erkundigungen, unterdessen sieht Iris in der Stadt Unger, dieser kann sie abschütteln, wird aber nervös und erklärt seinen tschechischen Komplizen, die Zeuthen ermordet haben, dass Iris ebenfalls einen „Unfall“ haben müsste. Iris, die die neue Adresse von Anna herausgefunden hat, steigt in ein Taxi, um dort hinzufahren, am Steuer sitzt Ungers Komplize, Iris kann jedoch durch einen Zufall unbewusst ihrem Mörder entkommen. Brinkmann ist mittlerweile in Karlsbad eingetroffen und kann mithilfe seines Kollegen Foltyn Iris‘ Nachforschungen rekonstruieren. Iris trifft in Ungers Haus ein und nimmt ein Foto an sich, kurz darauf wird sie von Unger und seinem tschechischen Komplizen überrascht, Iris spricht ihn als Norbert Zeuthen an, er erzählt ihr, dass er den Unfall fingiert und seine neue Identität angenommen hatte, um sich der Strafverfolgung in Deutschland zu entziehen. Ihr Mann habe sich nicht an die Vereinbarung gehalten und musste deshalb sterben. Er betäubt Iris, die im letzten Moment von Brinkmann und seinen tschechischen Kollegen befreit werden kann, Norbert Zeuthen und sein Komplize werden festgenommen.

## Einschaltquoten und Hintergrund
Die Erstausstrahlung von Das Totenspiel am 1. Juni 1997 erreichte für Das Erste einen Marktanteil von 26,05 Prozent und wurde in Deutschland von 8,40 Millionen Zuschauern gesehen. Die Folge wurde in Frankfurt, Karlsbad und Umgebung gedreht.

## Kritik
TV Spielfilm bewertete den Film mittelmäßig. Sie urteilten, der Film sei eine „wirre Tätersuche in der Welt des großen Geldes - das gab es schon besser“. Fazit: „Brinkmann ist keine gute Bank“.